# Monte di Pietà (Napoli)
Con Monte di pietà di Napoli si indica un complesso edilizio sito sul decumano inferiore e l'omonimo servizio di prestito su pegno che vi ebbe storicamente sede.

## Storia dell'istituzione
Il Monte di Pietà di Napoli fu fondato nel 1539. A seguito di un decreto di Carlo V che espelleva gli ebrei (tradizionalmente dediti al prestito di denaro in quanto le altre attività erano loro precluse), alcuni nobiluomini napoletani (Aurelio Paparo, Gian Domenico di Lega e Leonardo di Palma Castiglione) fondarono l'istituzione, il cui scopo era l'elargizione di prestiti, dietro pegno, senza interessi e senza scopo di lucro. In realtà i documenti dell'archivio storico del Banco di Napoli segnalano che le attività del Monte di Pietà andrebbe retrodatata al 1538 e che il rapporto con la cacciata della comunità ebraica da Napoli, avvenuta nel 1539, sarebbe solo apparente.
Nel 1574 Berardino Rota lasciò, come da testamento, una cifra di cinquecento ducati al Monte. Venne istituita una confraternita per la gestione del Monte di Pietà che ebbe come prima sede, nel 1592, il Palazzo Carafa d'Andria; per insufficienza di spazio fu poi necessario acquistare un nuovo edificio che rispondesse alle nuove esigenze dell'istituzione. La scelta cadde sul palazzo di Girolamo Carafa.
Tra il 1597 e il 1603 Giovan Battista Cavagna, con la collaborazione dei capimastri Giovan Giacomo Di Conforto e Giovanni Cola di Franco, realizzò il palazzo con annessa cappella in stile manierista; il progetto tenne conto anche dei problemi urbanistici e architettonici riguardanti l'insolazione dell'edificio. Durante la rivolta di Masaniello, grazie all'intercessione di Giulio Genoino, fu risparmiato dagli incendi dei rivoluzionari. Nel 1730 fu acquistato, da parte del Banco, un appartamento di Tommaso Minerba, ma nel 1786 l'edificio fu vittima di un incendio, mai chiarito, che distrusse l'archivio del Banco e buona parte di oggetti pignorati. Dall'incendio si salvò la cappella.
Il palazzo seguì le vicende dell'ente erede del Monte di Pietà, ovvero il Banco di Napoli, fondato nel 1794 come banca nazionale del Regno di Napoli (dal 1816 Regno delle Due Sicilie), passato indenne dopo l'unità d'Italia come istituto di credito di diritto pubblico e privatizzato agli inizi degli anni 1990. Passato a Intesa Sanpaolo, istituto creditizio che nel 2018 ha definitivamente incorporato il Banco di Napoli, l'edificio nel 2021 è stato messo in vendita e nel 2023 è stato acquistato dallo Stato per destinarlo a funzioni culturali, come sede dell'archivio storico dell'Enel e di un museo dedicato a Totò.

## Descrizione del palazzo
Il prospetto si eleva su un basamento in piperno con fascia decorata ed è diviso in tre settori attraverso paraste in bugnato: quello centrale, più largo, ove si apre l'ingresso, e i due laterali, più stretti. Al piano rialzato si eleva un primo ordine di finestre trabeate; appena sopra sorge il mezzanino con aperture ad arco ribassato. Il piano nobile, separato dai sottostanti attraverso una massiccia trabeazione, presenta una sequenza di finestre con timpani alterni in piperno; appena sopra si apre un altro piano ammezzato con finestre quadrangolari.

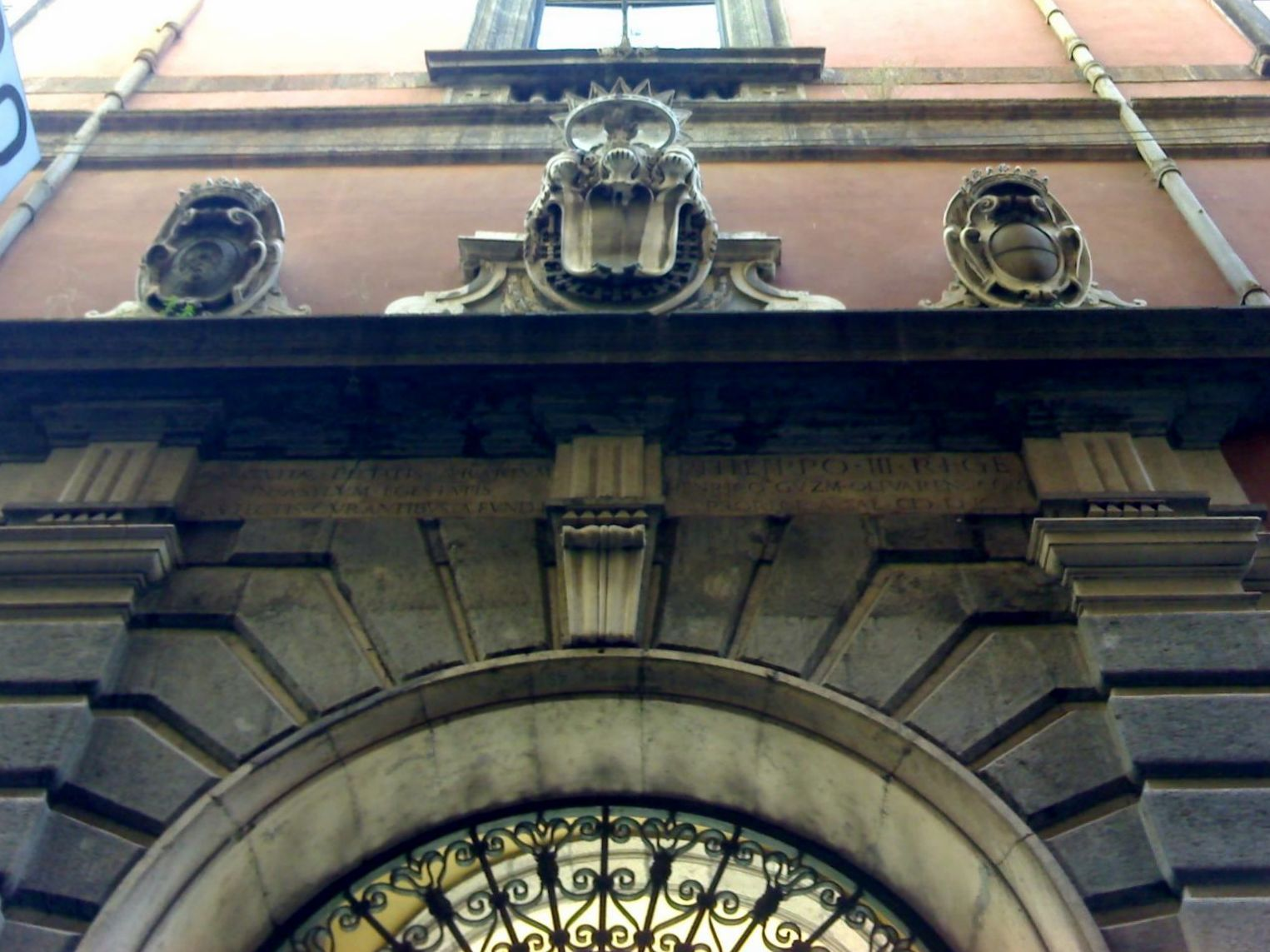
Particolare del portale d'ingresso

Il portale, con elementi a bugne, è di ordine dorico. Nella trabeazione si inseriscono tre triglifi che creano due spazi vuoti nel fregio; in questi spazi vuoti trovano posto due iscrizioni, rispettivamente per l'inizio e la conclusione dei lavori:
L'atrio, a sei campate sostenute da pilatri rivestiti di piperno, consente l'ingresso al cortile. Il cortile è caratterizzato delle facciate della cappella e della controfacciata del palazzo. Quest'ultima si ripresenta come un arco di trionfo a tre fornici.
La facciata della cappella invece s'ispira alla facciata della chiesa di Sant'Andrea sulla Flaminia di Jacopo Barozzi da Vignola; ai lati del portale d'ingresso, tra due coppie di lesene ioniche si aprono due nicchie con le statue di Pietro Bernini che rappresentano la Carità e la Sicurezza. Nel timpano la Pietà di Michelangelo Naccherino con due angeli di Tommaso Montani.

### Cappella

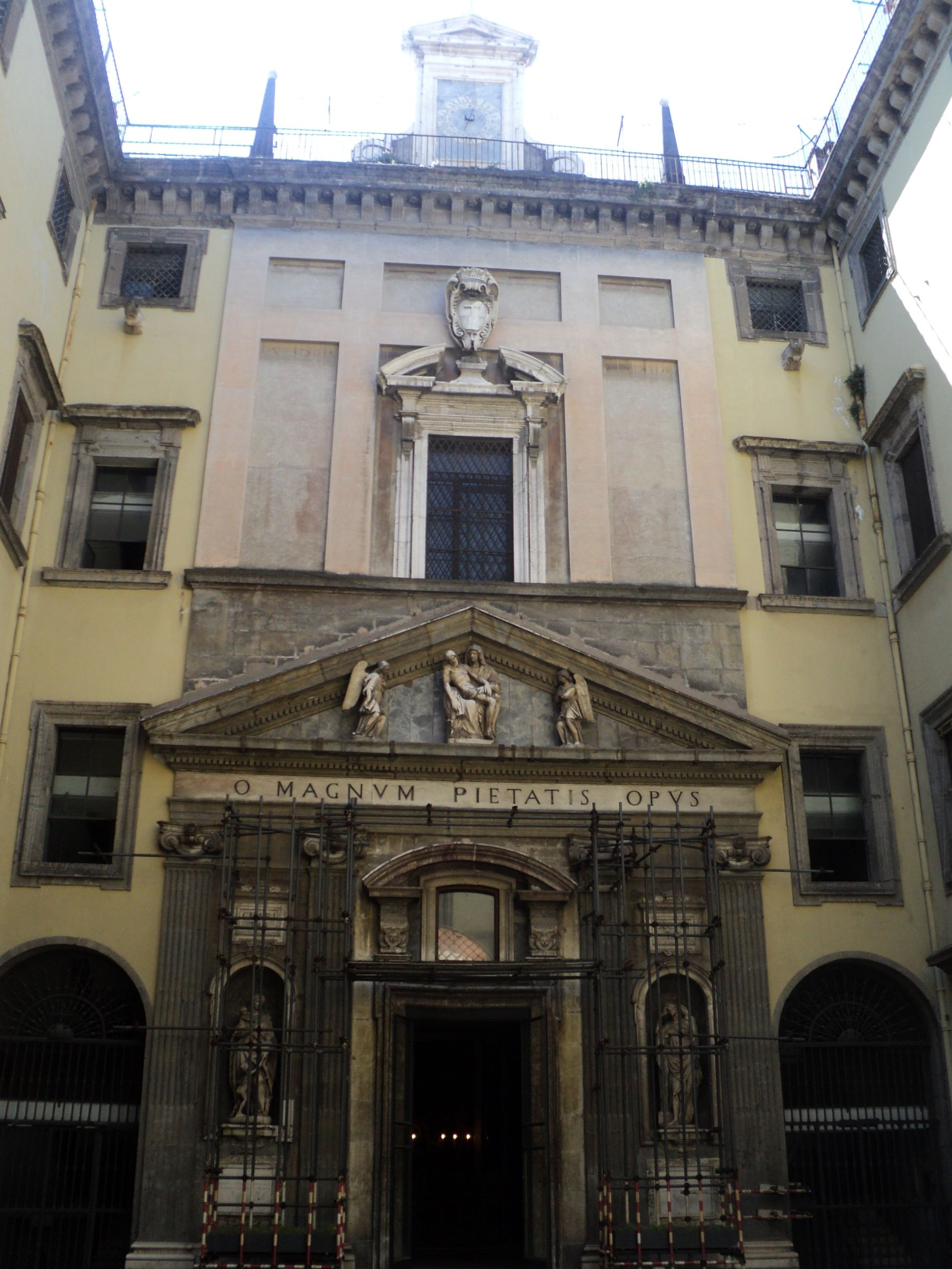
Facciata esterna

L'omonima cappella presente nel complesso del Monte di Pietà presenta interni decorato a stucco dorato. La volta fu affrescata dal pittore greco Belisario Corenzio e qui sono collocate a destra una tela di Ippolito Borghese, a sinistra una tela iniziata da Girolamo Imparato e compiuta da Fabrizio Santafede, nonché al centro, dietro all'altare maggiore, la Deposizione del Santafede.
Nell'antisagrestia si trova il sepolcro del cardinale Acquaviva di Cosimo Fanzago, datato 1617. Notevole è la Sagrestia, decorata nella prima metà del XVIII secolo con allegorie su decorazioni in oro; sulla volta è presente un affresco di Giuseppe Bonito.
Sulla destra si accede alla Sala Cantoniere, un altro esempio di arte settecentesca, con pavimento maiolicato e affreschi; qui sono da notare i ritratti di Carlo III di Borbone e di Maria Amalia. Inoltre nella sala è conservata anche una Pietà lignea di ignoto maestro napoletano del tardo Seicento.

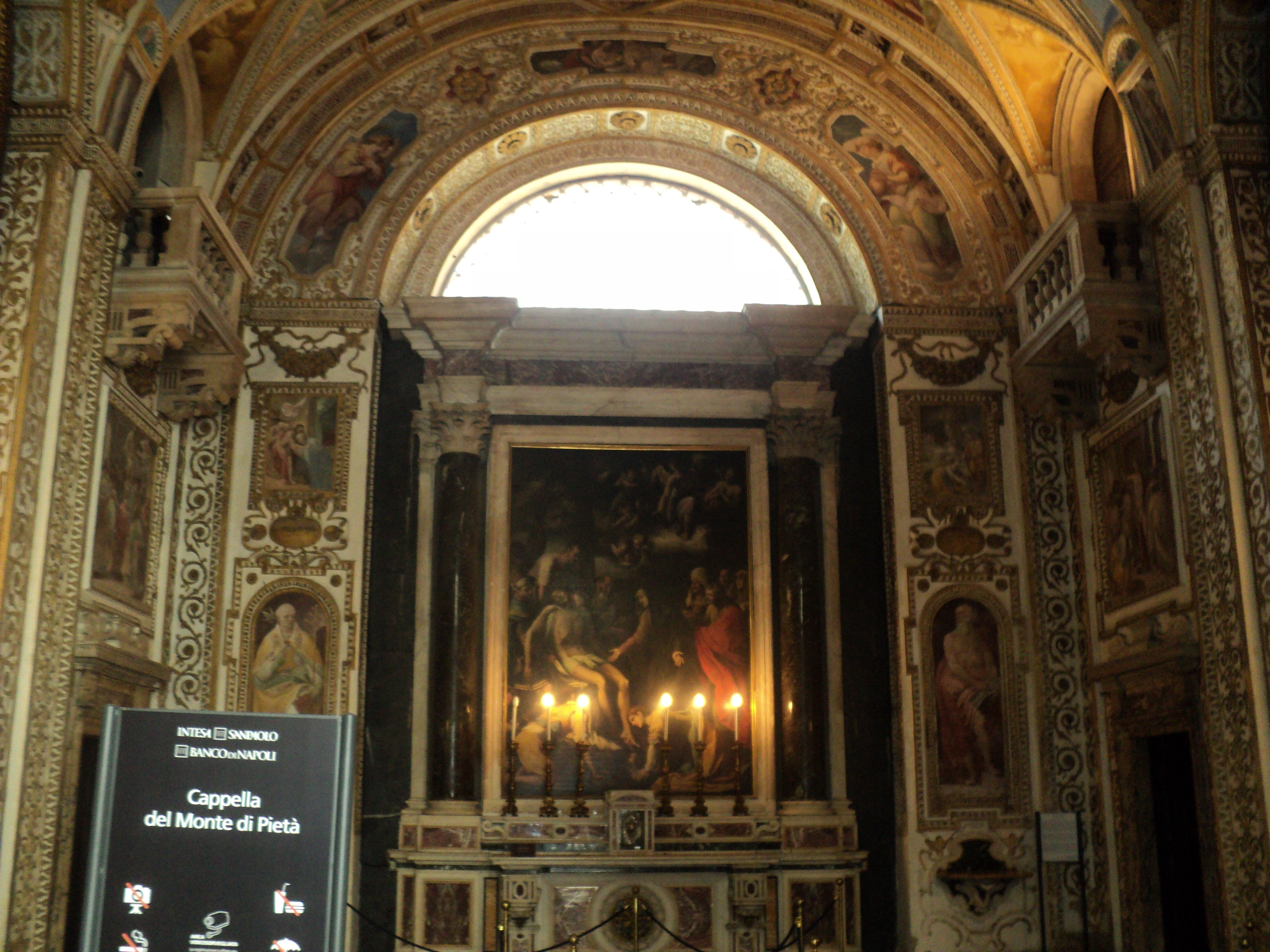
Interno della cappella con la Deposizione del Santafede
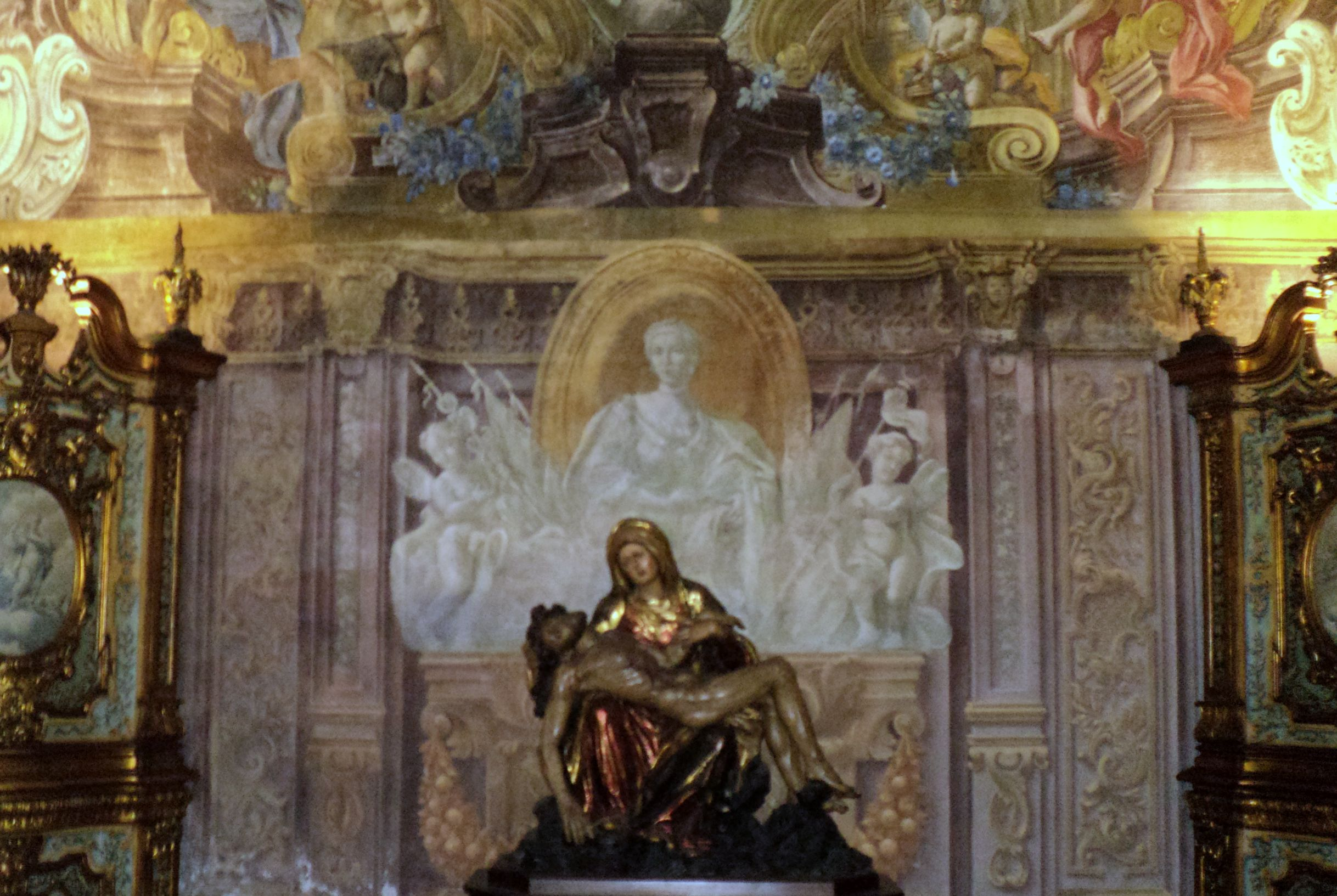
Pietà settecentesca di ignoto
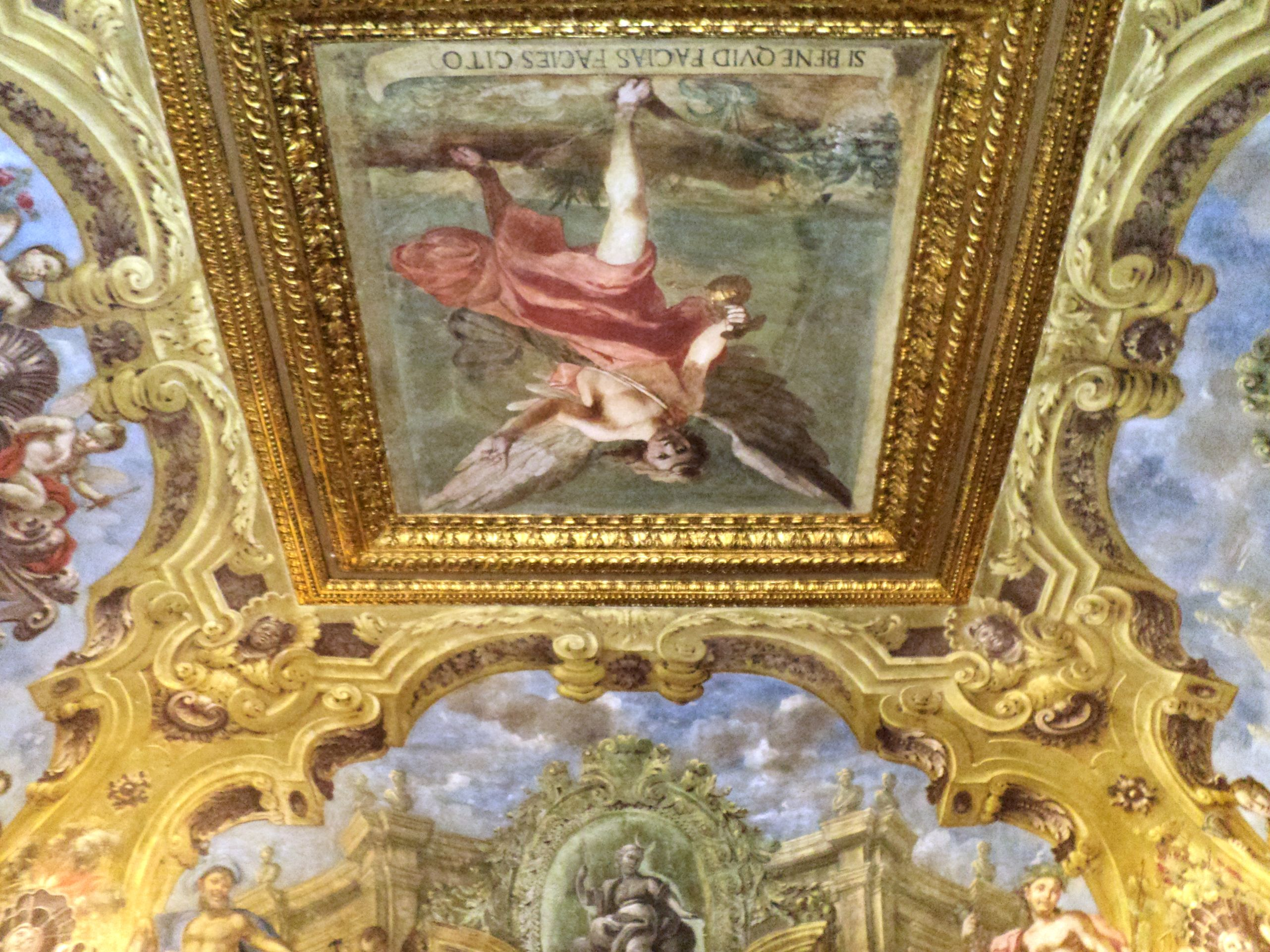
Affreschi del Bonito
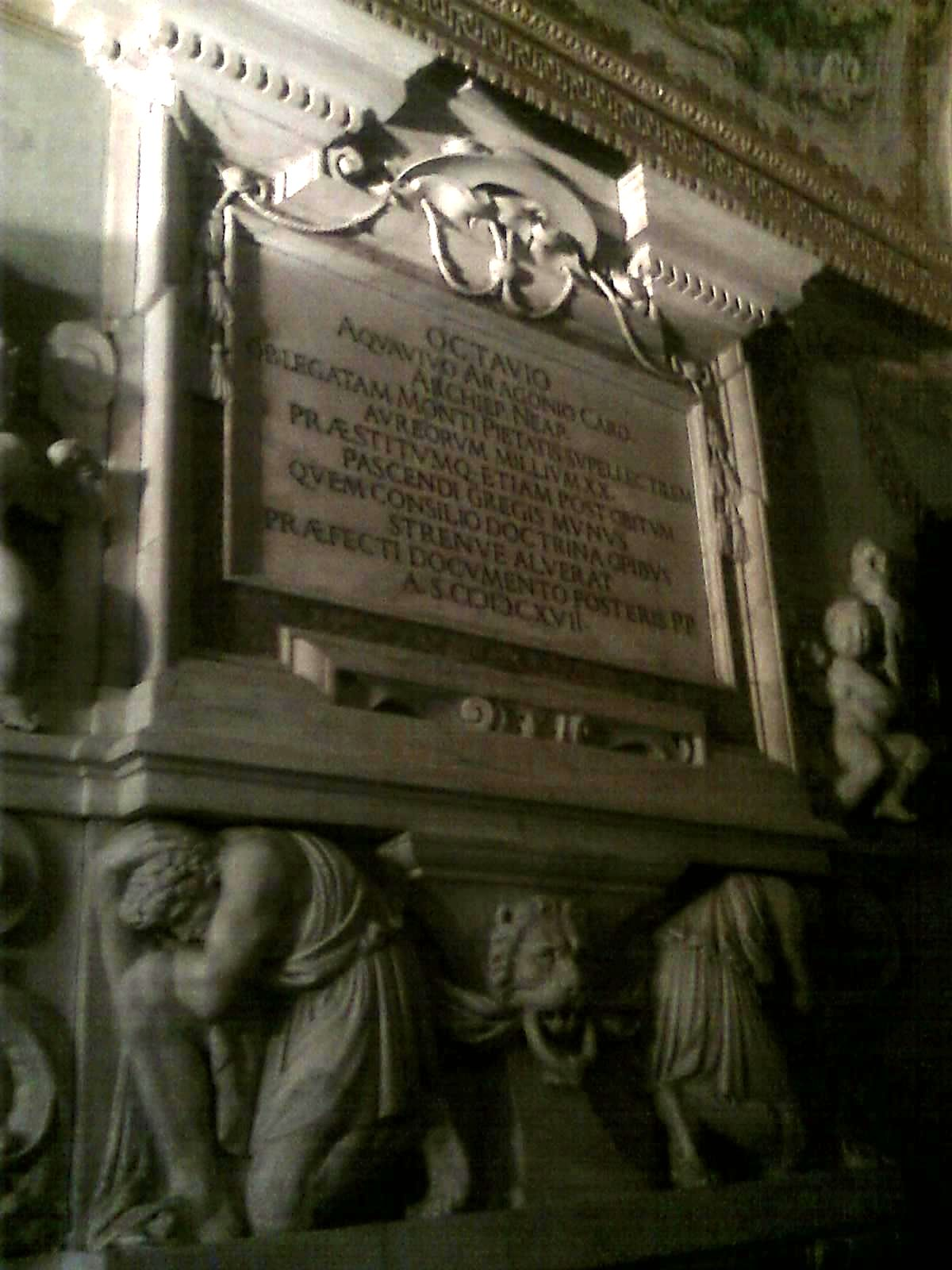
Tomba di Ottavio Acquaviva del Fanzago